# L'assalto delle frecce rosse
L'assalto delle frecce rosse (Slaughter Trail) è un film del 1951 diretto da Irving Allen.
È un western statunitense con Brian Donlevy, Gig Young, Virginia Grey e Andy Devine.

## Produzione
Il film, diretto da Irving Allen su una sceneggiatura di Sid Kuller e Oliver Crawford, fu prodotto dallo stesso Allen tramite la Irving Allen Productions e girato nel ranch di Corriganville a Simi Valley e nei Motion Picture Center Studios in California, da gennaio a febbraio e nel giugno del 1951. Inizialmente il ruolo del capitano Dempster era stato interpretato da Howard Da Silva; a causa dei problemi di Da Silva con la Commissione per le attività antiamericane, la RKO, che aveva da poco acquistato il film dalle mani della Eagle-Lion, fece rigirare le scene con Dempster facendole interpretare da Brian Donlevy.

## Distribuzione
Il film fu distribuito con il titolo Slaughter Trail negli Stati Uniti nell'ottobre 1951 (première a ottobre l'11 ottobre) al cinema dalla RKO Radio Pictures.
Altre distribuzioni:
- nelle Filippine il 29 luglio 1952
- in Italia (L'assalto delle frecce rosse)
- in Brasile (Fronteiras da Crueldade)
- in Spagna (El sendero de la muerte)
- in Grecia (To monopati tis sfagis)